# Pandemie covidu-19 ve Spojeném království
Pandemie covidu-19 ve Spojeném království byla epidemie virového onemocnění covid-19 způsobené koronavirem SARS-CoV-2 na území Spojeného království, součást celosvětové pandemie covidu-19, která vypukla v roce 2019 v čínském městě Wu-chan, odkud se následně začala šířit do celého světa. Do Spojeného království se pandemie rozšířila dne 31. ledna 2020, kdy byl potvrzen první případ ve městě York.

## Průběh

### Zima 2019–2020

#### Září 2019–leden 2020: Podezřelé případy
V květnu 2020 oznámila BBC, britská televizní a rozhlasová stanice, oznámila, že členové sboru v Yorku měly příznaky poté, co se blízký jednoho z členů vrátil z Wu-chanu v polovině prosince 2019.
V listopadu 2020 bylo oznámeno, že 66letý muž a později i jeho dcera měli příznaky krátce po návratu z dovolené v Itálii v září 2019. Vědci dříve spekulovali o covidu-19 v Itálii již v září 2019.

#### Leden 2020: První případy
Dne 22. ledna, dva dny po prvním potvrzeném potvrzeném případu covidu-19 ve Spojených státech byla ve Spojeném království zvýšena úroveň rizika z „velmi nízké“ na „nízké“. Výsledkem bylo, že letiště Heathrow dostalo každý týden další klinickou podporu a přísnější dohled nad přímými lety z Wu-chanu. Současně bylo vynaloženo úsilí na vysledování 2 000 lidí, kteří přiletěli do Spojeného království z Wu-chanu za posledních 14 dní.
Dne 31. ledna byly v Yorku potvrzeny první případy v zemi. Ve stejný den byli britští občané evakuováni z Wu-chanu do karantény v nemocnici Arrowe Park Hospital.

#### Únor 2020
Dne 6. února byl hlášen třetí potvrzený případ v Brightonu, jedná se o muže, který se 28. ledna vrátil ze Singapuru. Po potvrzení tohoto případu rozšířila Velká Británie počet zemí, odkud se do země nesmí létat. Mezi tyto země patří Čína, Hongkong, Japonsko, Jižní Korea, Macao, Malajsie, Singapur, Tchaj-wan a Thajsko.
Dne 23. února byly potvrzeny čtyři nové případy z výletní lodi Diamond Princess.
Dne 27. února byly potvrzeny první dva případy v Severním Irsku.
Dne 28. února byl ve Walesu potvrzen první případ. Cestující, který se nakazil na výletní lodi Diamond Princess, se stal prvním Britem, který na virus zemřel.

### Jaro 2020: První vlna

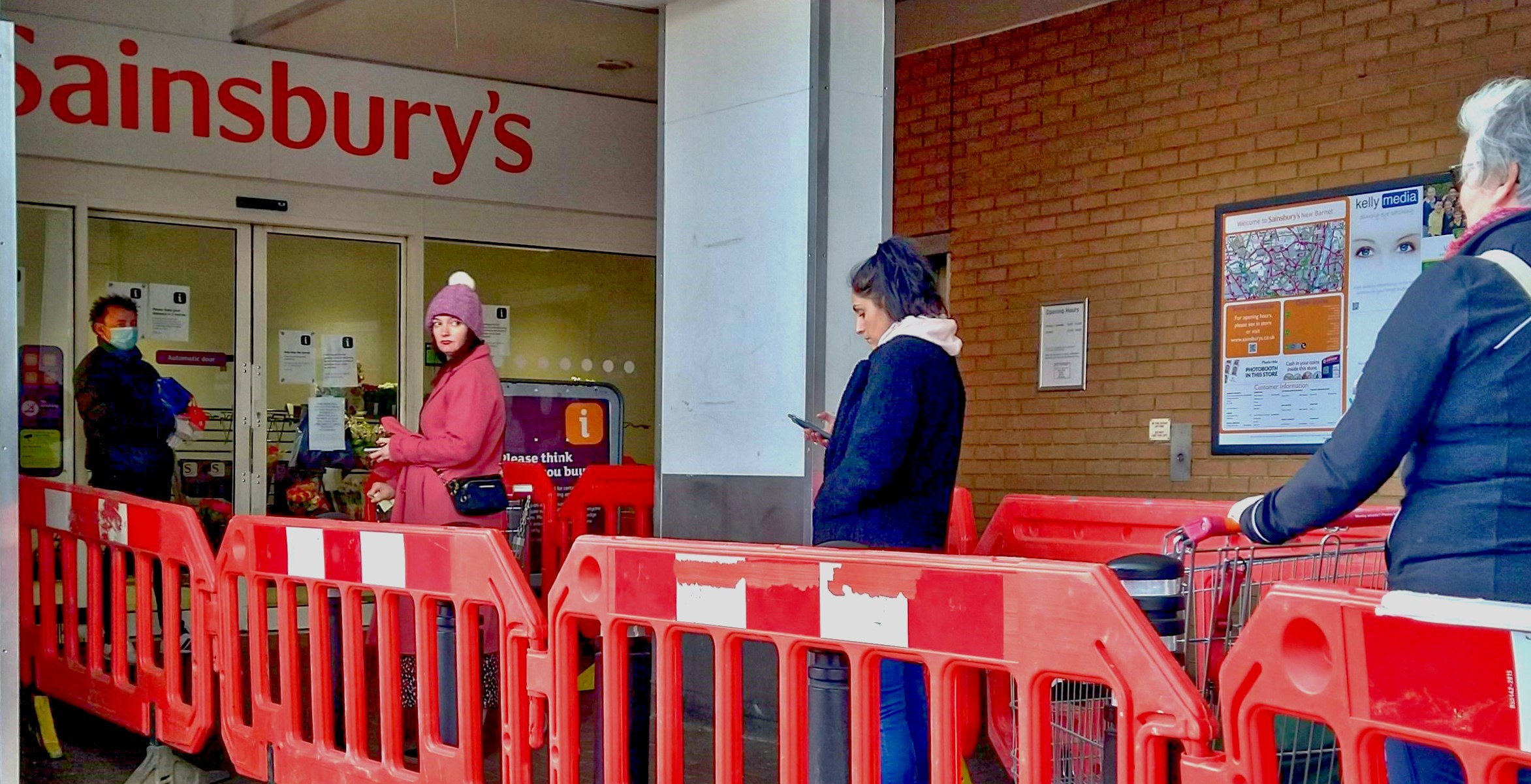
Rozestupy při vstupu do obchodu na severu Londýna, 30. března 2020

#### Březen 2020: První omezení
Dne 5. března bylo v Readingu hlášeno první úmrtí na covid-19 ve Velké Británii.
Dne 16. března premiér Boris Johnson doporučil všem občanům Spojeného království, aby se lidé vyhýbali hospodám, klubům a divadlům a pokud možno pracovali z domova. Těhotné ženy, osoby starší 70 let a osoby se špatným zdravotním stavem byly vyzvány, aby se vyhýbali kontaktu s ostatními lidmi.
Dne 18. března velšská ministryně školství Kirsty Williamsová oznámila, že školy budou od pátku 20. března zavřeny. Poté následovalo podobné oznámení od skotské premiérky Nicoly Sturgeonové. Stejného dne Boris Johnson oznámil, že školy v Anglii budou od 20. března až do odvolání také uzavřeny.
Dne 20. března vláda oznámila uzavření veřejných podniků, jako jsou hospody, restaurace, divadla či kina.

#### Duben 2020: Uzavření pokračuje
Dne 2. dubna oznámil britský ministr zdravotnictví Matt Hancock plán s cílem do konce dubna provést 100 000 testů denně.
Dne 10. dubna překročil počet úmrtí v zemi 8 000.
Dne 16. dubna britský ministr zahraničí Dominic Raab uvedl, že uzavření bude pokračovat nejméně další tři týdny a jejich brzké uvolnění by riskovalo plýtvání všemi oběťmi a veškerým pokrokem, kterého bylo dosaženo. Stanovil pět podmínek pro případné zmírnění uzavření.
Dne 30. dubna Boris Johnson řekl, že země je za vrcholem epidemie.

#### Květen 2020: Začíná rozvolňování
Dne 5. května se počet obětí ve Spojeném království stal nejvyšším v Evropě a druhým nejvyšším na světě.
Dne 7. května byl s mírnými rozvolnění velšskou vládu prodloužen lockdown ve Walesu.
Dne 28. května oznámila skotská premiérka Sturgeonová zmírnění lockdownu ve Skotsku od následujícího dne. Od 29. května se lidé mohli setkat s lidmi z jiných domácností venku ve skupinách po více než osmi za dodržování dvoumetrových rozestupů.

### Léto 2020: Omezení pokračují

#### Červen 2020
Dne 1. června se v Anglii s určitými opatřeními otevřely základní školy pro žáky 1. a 6. ročníků.
Dne 6. června se na Parliament Square v Londýně zúčastnily tisíce lidí protestů Black Lives Matter proti rasismu. Dne 7. června ministr zdravotnictví Hancock uvedl, že ačkoli podporuje myšlenku protestů, je velké riziko nárůstu počtu případů covidu-19 a šíření viru.
Dne 15. června bylo nařízeno všem lidem, aby ve veřejné dopravě měli zakrytá ústa a nos.
V červnu byly ve Spojeném království znovu otevřeny obchody, které neprodávají nezbytné zboží, jako např. potraviny či drogerie.

#### Červenec 2020
Dne 27. července byl ve Spojeném království nahlášen první potvrzený případ nákazy zvířat – a to u kočky. Zdravotníci uvedli, že kočka se pravděpodobně nakazila od svých majitelů.
Dne 31. července vláda oznámila, že další rozvolnění uzavření v Anglii se odkládá nejméně do 15. srpna kvůli vysokému nárůstu případů.

#### Srpen 2020
Dne 12. srpna byl snížen počet mrtvých v Anglii o více než 5 000. Dříve se totiž do čísel započítávali lidé, kteří zemřeli poté, co měli pozitivní test bez ohledu na příčinu.
Dne 14. srpna britská vláda oznámila, že s účinností od následujího dne musí každý, kdo se vrátí z Francie, Nizozemska a dalších zemí, musí podstoupit čtrnáctidenní karanténu, což zapříčinilo dopravní zácpy v Eurotunelu, ale i v přístavech.

### Podzim 2020

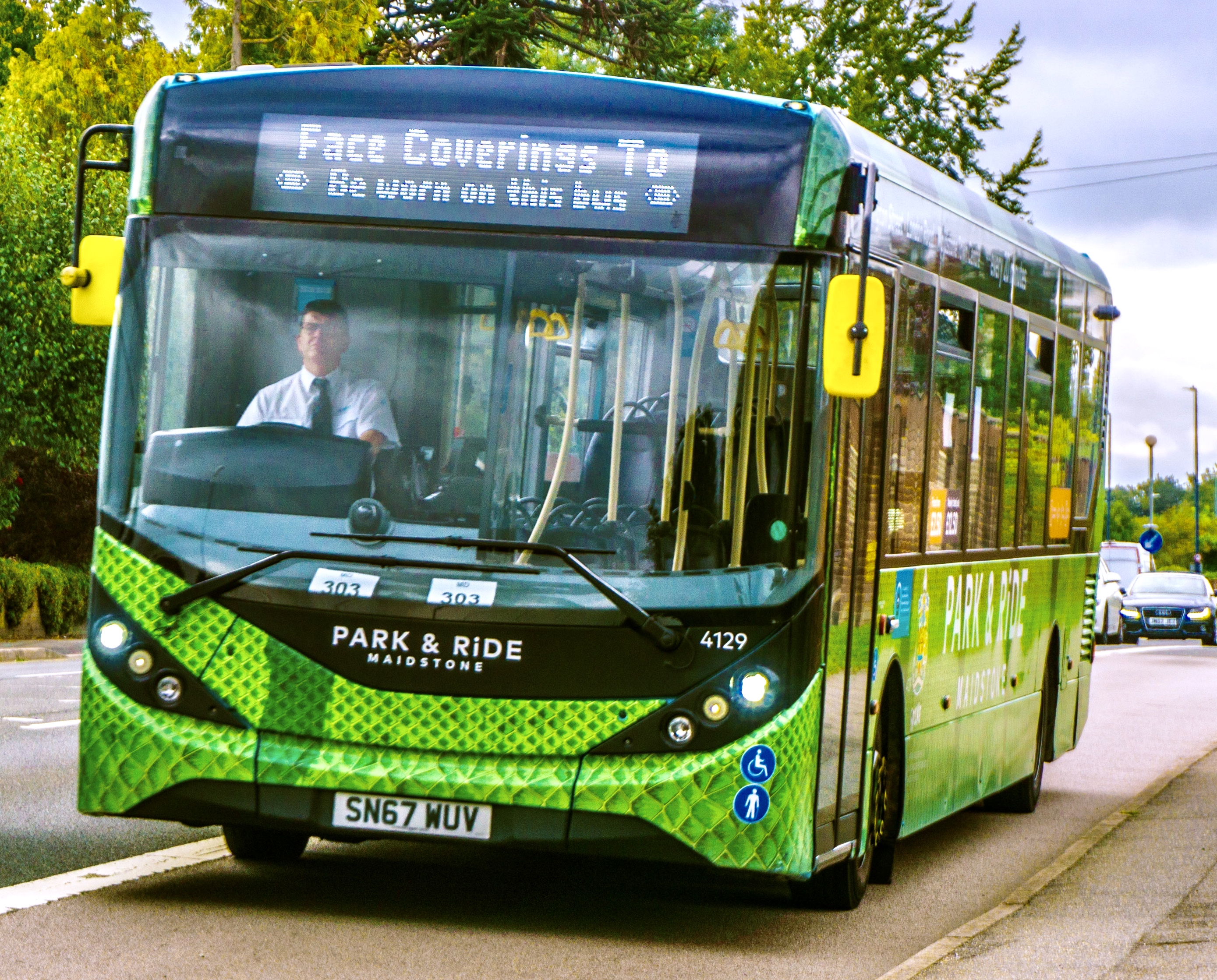
Autobus v Maidstone s pokyny k nošení roušek

#### Září 2020
Dne 8. září zveřejnila vláda nová pravidla pro snížení šíření viru, která mají v Anglii vstoupit v platnost dne 14. září. Shromažďovat se může maximálně šest osob z jiných domácností (tzv. „Pravidlo šesti“), výjimky se ale týkají škol a prací. Později byla stejná opatření oznámena také ve Skotsku a Walesu, na rozdíl od Anglie byla ale udělena výjimka také pro malé děti.
Dne 18. září vláda zpřísnila opatření v některých částech Severovýchodní Anglie. Hospody zde musely být uzavřeny mezi 22:00 a 5:00 a lidé z jiných domácnosti se nesměli shromažďovat.
Dne 22. září britská vláda oznámila další zpřísnění opatření proti šíření nákazy. Na území celého Spojeného království nyní musí být hospody uzavřeny mezi 22:00 a 5:00 a ve Skotsku se lidé z jiných domácností nemohou setkávat.

#### Říjen 2020
Dne 1. října byla zpřísněna opatření na severovýchodě Anglie. Byla zakázána všechna shromáždění ve vnitřních prostorách s osobami z jiných domácností.
Dne 12. října premiér Johnson představil nový třístupňový systém, aby se zpomalilo šíření viru.
Dne 14. října vláda Severního Irska oznámila zpřísnění opatření, kromě zákazu shromažďování osob z jiných domácností, na dobu nejméně čtyř týdnů musely zavřít hospody a restaurace a na minimálně dva týdny musely být zavřeny školy.
Dne 15. října vláda Spojeného království oznámila, že Londýn se přesune do druhého stupně v systému, který představila vláda, aby zpomalila šíření viru a Velký Manchester se přesune do třetího stupně.
Dne 31. října premiér vystoupil s projevem, v němž oznámil nová opatření, která mají platit ode dne 5. listopadu po dobu čtyř týdnů. Opustit své bydliště mohli lidé jen v nezbytných případech, jako je cesta do práce, k doktorovi či na nákup základního zboží. Všechny restaurace a hospody musely být zavřeny, školy však zůstaly otevřeny.

#### Listopad 2020
Dne 5. listopadu začala platit druhá uzávěra.
Ode dne 20. listopadu vláda zkrátila karanténu pro všechny přijíždějící na sedm dní.